# Horno Apold-Fleisner

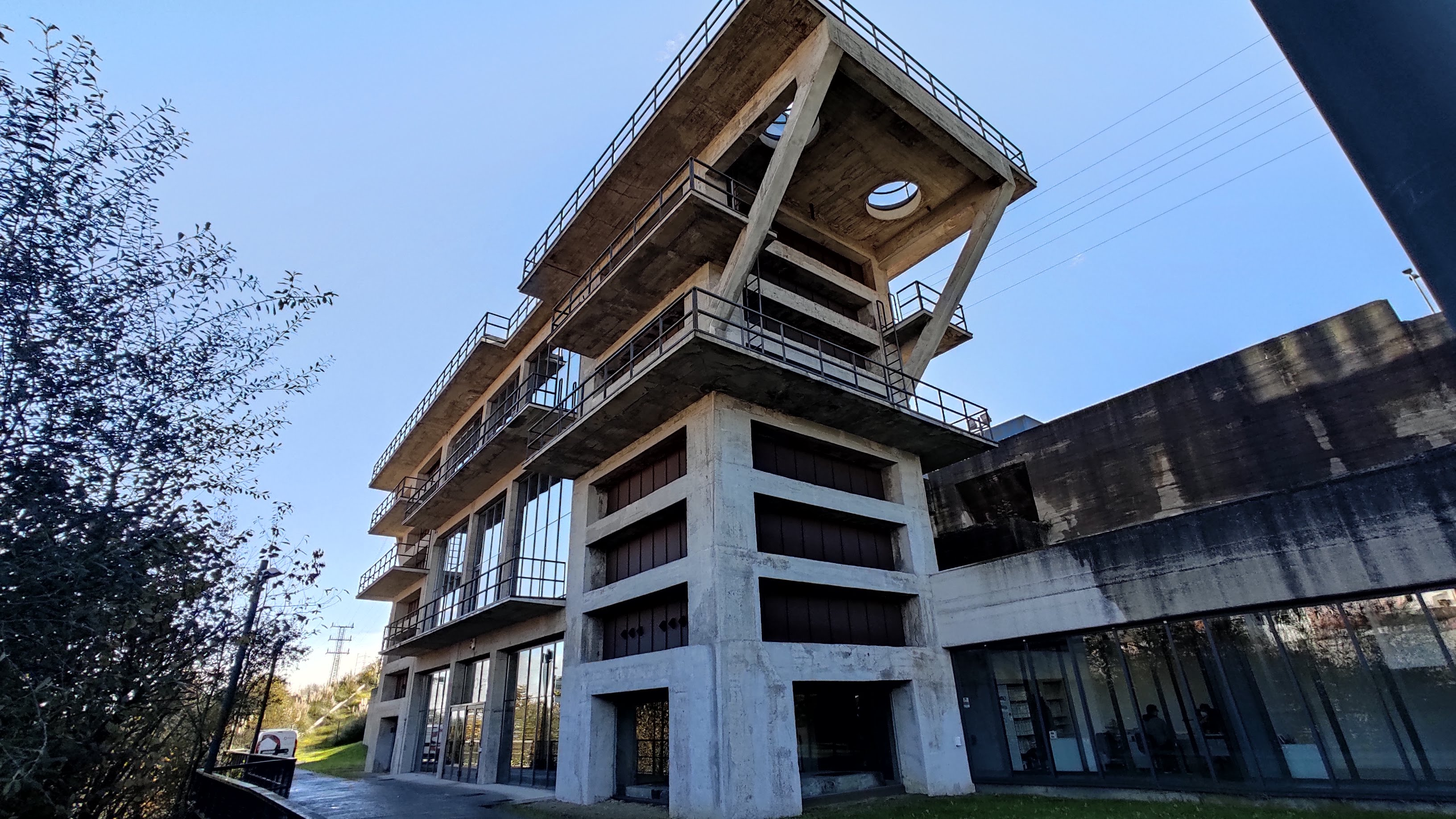

El Horno Apold-Fleisner situado en el municipio de Ortuella (Vizcaya, País Vasco, España) es un edificio industrial, que forma parte de todo un entramado vinculado a la explotación mineral. Fue declarado bien de interés cultural en 2008.

## Descripción
Construido entre 1958 y 1962, está conformado por dos estructuras laterales gemelas en las que se ubican los hornos y una estructura central adosada a las anteriores mediante junta constructiva.
La estructura central presenta un pórtico más que la estructura correspondiente a los hornos. Este pórtico sobresaliente está situado en la parte trasera del edificio y dispone de una altura menos que las estructuras laterales.
Además de lo anterior, existe un muro de contención de hormigón a lo largo de toda la ladera que da espalda al conjunto de los cuerpos de estructura, que servía de apoyo a la grúa de carga de mineral de los hornos.
La planta de encuentro con el terreno se produce en la cota +50,00 y se mantiene con ligera variación en toda la longitud de la implantación.
El cuerpo central del edificio dispone de tres plantas.
- La planta primera se sitúa a la cota +54,75.
- La planta segunda de ese cuerpo central se sitúa a cota +60,15 (altura libre con relación a la 1.ª, descontada la losa, 5,20 m).
- La planta tercera corresponde a la terraza de cubierta y se sitúa a cota +65,20 (altura libre con relación a la segunda, descontada la losa, 4,85 m).

Las tres plantas presentan vuelos de 1,50 m sobre el frente principal del edificio.
Por su parte, las dos estructuras laterales correspondientes a los dos hornos se levantan sobre sendas plantas cuadradas conformadas, cada una, por cuatro grandes pilares de hormigón que alojan en su interior un espacio hueco en toda su altura, dividido en dos por un cerramiento interior. Disponen en su borde exterior de tres pasarelas o vuelos perimetrales de hormigón regularmente espaciadas en altura a cotas: +53,05; +58,25; +61,65. Los dos vuelos correspondientes a la cota +53,05 ubicadas en el frente principal del edificio están parcialmente demolidos.
Todos los vuelos son de losa de hormigón de entre 10 y 14 cm con un fondo de 1,50 m. A través de ellos existían recorridos peatonales protegidos por la correspondiente barandilla metálica. Existían, además, escaleras metálicas de comunicación, ubicadas al exterior, que permitían la comunicación de unas plantas con otras y el acceso a las diferentes plataformas. Estos elementos metálicos hoy no existen. La instalación del horno, en todas sus partes metálicas, se encuentra desmantelada, así como el sistema de producción de aire caliente.
El horno Apold-Fleisner de Ortuella es un edificio industrial que presenta una forma arquitectónica consecuencia directa de la función para la que se ejecutó: la calcinación del carbonato de óxido de hierro para producir mineral de mejor ley. Para ello, el horno de calcinación de tipología Apold-Fleisner transforma el mineral con aire caliente a 700/800 °C que se introduce a media altura mediante soplantes. Este sistema se utilizó primero en Donawitz (Austria), con insuflación de aire por la base, y luego en Italia (Lombardía y Cerdeña), aquí con tiro aspirado y funcionamiento en depresión. El nuevo sistema simplificaba mucho los dispositivos de extracción automática del calcinado.
El prototipo de Ortuella es un horno de combustión exterior de marcha continua que está inspirado en cuanto a la forma de introducir el aire caliente y el aire terciario frío de refrigeración, en el horno de Donawitz (Austria). En lo que se refiere a la estructura del horno, a sus dimensiones, a la altura de introducción del viento caliente, y a la extracción y enfriamiento del producto calcinado, y a la captación de gases por la parte superior, está basado en la experiencia italiana.
Los hornos de 50 m³ de capacidad cada uno, son de cámara partida, con 31 m³ que corresponden a la capacidad útil de la cuba en la que se efectuaba la calcinación. El cerramiento está constituido con muro de doble pared: la ubicada al interior de 40 cm de hormigón refractario, y la exterior de 60 cm de hormigón de escorias. Entre ambas se dispone un aislante. Según se aprecia en el lugar, al exterior estaba forrado con recubrimiento superficial. La infraestructura general disponía, además, de las siguientes instalaciones:
- Para la insuflación de aire caliente un ventilador accionado por motor eléctrico de 200 cv de potencia;
- Skip de carga – o elevador de balde de 4 toneladas–, para la carga del carbonato crudo al tragante del horno, accionado por motor de 70 cv de potencia;
- Aspirador en el tragante del horno, movido por motor de 60 cv de potencia;
- Alimentador de fondo móvil para el calcinado, accionado con motor de 5 cv de potencia;
- Cinta transportadora del calcinado hacia los silos situados sobre las vías de 18 metros de largo con motor de 2 cv de potencia y cinta transportadora de 55 metros de largo accionada mediante motor de 10 cv de potencia.

A estas instalaciones se les añadían las correspondientes a la producción en cámara exterior del aire de la combustión del fuel mediante dos ventiladores accionados con motores de 28 cv de potencia cada uno. Para el movimiento del fuel dentro de esa cámara se empleaba una bomba accionada por motor de 0,5 cv de potencia. Para el suministro del combustible, existía una instalación de almacenamiento y bombeo formada por dos tanques metálicos de 60 m³ cada uno. Todo el sistema eléctrico era suministrado mediante energía procedente del CT de 375 KVAs con relación de transformación 3.000/220 V.
El nuevo sistema de producción supone una evolución de los viejos hornos. Aunque la elaboración es básicamente la misma, no obstante, la forma de la instalación es muy distinta: se concreta en dos hornos alojados en una estructura de hormigón de forma rotunda, ubicada sobre un rellano al pie de la ladera que desde el barrio de Cadegal descendiende hasta Ortuella. Por otra parte, el nuevo sistema permite un tratamiento sin necesidad de introducir la carga mezclada con el combustible, de forma que se conseguía un mejor rendimiento del horno.
La implantación de esta arquitectura industrial sobre el terreno retoma la ubicación de los hornos tradicionales, pero dentro de una moderna estructura de hormigón armado, dotada a su vez, de toda una infraestructura metálica, necesaria para el sistema de carga, para las comunicaciones interiores entre plataformas, y para el nuevo sistema de producción de calor. La tipología de este tipo de horno, ha generado en Ortuella una estructura de gran singularidad, acusada por la centralidad urbana de su emplazamiento, directamente vinculada a la infraestructura minera del entorno y, por tanto, con especial significado histórico dentro del sistema general de la minería.
Por su parte, el sistema de la minería además de la extracción del mineral, incluye también el transporte por ferrocarril, planos inclinados y embarcaderos-, los lavaderos de material y los hornos de calcinación. A ese respecto, correspondiente al referido sistema, junto al horno Apold-Fleisner, en su frente Oeste, se encontraba el desembarco del plano inclinado de la Sociedad Franco-Belga cuyo trazado es perceptible a lo largo de la ladera. En la cercanía del horno, por el frente Este, estaba el desembarco del llamado Plano Inclinado de Jacobo, plano inclinado que comunicaba el barrio del cadegal con el barrio de Granada. En cuanto a lavaderos de mineral se refiere, el más cercano al horno Apold-Fleisner es el Lavadero de Cavia, ubicado en la misma ladera sobre el horno Apold-Feisner, hacia el Este, en la cota aproximada +105,00. Hoy día, el lavadero se manifiesta como muros de piedra construidos a media ladera con sillares de cierta envergadura que incluyen huecos que servían para el paso del mineral.